# Distrito electoral de Mullen (condado de Hooker, Nebraska)
Mullen (en inglés: Mullen Precinct) es un distrito electoral ubicado en el condado de Hooker en el estado estadounidense de Nebraska. En el Censo de 2010 tenía una población de 736 habitantes y una densidad poblacional de 0,39 personas por km².

## Geografía
Mullen se encuentra ubicado en las coordenadas 41°55′7″N 101°7′1″O / 41.91861, -101.11694. Según la Oficina del Censo de los Estados Unidos, Mullen tiene una superficie total de 1868.58 km², de la cual 1867.69 km² corresponden a tierra firme y (0.05%) 0.88 km² es agua.

## Demografía
Según el censo de 2010, había 736 personas residiendo en Mullen. La densidad de población era de 0,39 hab./km². De los 736 habitantes, Mullen estaba compuesto por el 98.91% blancos, el 0% eran afroamericanos, el 0.54% eran amerindios, el 0% eran asiáticos, el 0% eran isleños del Pacífico, el 0% eran de otras razas y el 0.54% pertenecían a dos o más razas. Del total de la población el 1.09% eran hispanos o latinos de cualquier raza.